# Въоръжени сили на Гърция
Въоръжените сили на Гърция включват: сухопътни войски, военноморски сили, военновъздушни сили и брегова охрана
Гражданското ръководство на Въоръжените сили се осъществява от Министерството на отбраната на Република Гърция.

## Организация на Въоръжените сили
- Министерство на отбраната
- Генерален щаб на националната отбрана (гръцки: Γενικό Επιτελείο Εθνικής Άμυνας – ΓΕΕΘΑ)

### Сухопътни войски
- Главен щаб на Сухопътни войски (гръцки: Γενικό Επιτελείο Στρατού – ΓΕΣ)

### Военноморски сили
- Главен щаб на Военноморските сили (гръцки: Γενικό Επιτελείο Ναυτικού – ΓΕΝ)

### Военновъздушни сили
- Главен щаб на Военновъздушните сили (гръцки: Γενικό Επιτελείο Αεροπορίας – ΓΕΑ)

### Брегова охрана
Бреговата охрана (Λιμενικό Σώμα) е подчинена на Министерството на търговското корабоплаване на Гърция (Υπουργείο Εμπορικής Ναυτιλίας)